# آسیاب‌آبی شعبجره
آسیاب آبی شعبجره مربوط به سده‌های ۱۰ تا ۱۳ ه.ق - دوره قاجار است و در شهرستان زرند، بخش مرکزی، دهستان شعبجره، روستای شعبجره، جاده قدیم (کوچه باغ)، روبروی مدرسه قدیمی حافظ واقع شده و این اثر در تاریخ ۱۸ اسفند ۱۳۸۷ با شمارهٔ ثبت ۲۵۲۹۸ به‌عنوان یکی از آثار ملی ایران به ثبت رسیده است.